# 9e cérémonie des Ensors
La 9e cérémonie des Ensors, organisée par le festival du film d'Ostende, s'est déroulée le 15 septembre 2018 et a récompensé les talents du cinéma flamand pour les films sortis pendant la période allant du début août 2017 jusqu'à la fin du mois de juillet 2018.
Il s'agit de la première édition des Ensors où les prix ne sont pas attribués par un jury, mais bien par l'Académie Ensor. De plus, des récompenses sont désormais attribuées pour les talents de la télévision. À l'inverse, plusieurs prix passent à la trappe : ceux récompensant les courts-métrages ainsi que ceux récompensant les acteurs et actrices dans un second rôle, les coproductions avec les Pays-Bas et avec la Wallonie et enfin l'Industry award. Quant aux Ensors des meilleurs décors, des meilleurs maquillage et des meilleurs costumes, ils fusionnent pour former l'Ensor du meilleur production design.
Plus de 1300 professionnels étaient présents à la cérémonie, laquelle était présentée par Francesca Vanthielen.

## Palmarès (films)

### Meilleur film (Beste film)
- Le Fidèle de Michaël R. Roskam
- Zagros de Sahim Omar Kalifa
  - Cargo de Gilles Coulier
  - Façades de Kaat Beels et Nathalie Basteyns
  - Gangsta (Patser) de Adil El Arbi et Bilall Fallah

### Meilleure réalisation de film (Beste regie film)
- Michaël R. Roskam pour Le Fidèle
  - Adil El Arbi et Bilall Fallah pour Gangsta (Patser)
  - Kaat Beels et Nathalie Basteyns pour Façades
  - Gilles Coulier pour Cargo
  - Sahim Omar Kalifa pour Zagros

### Meilleur scénario de film (Beste scenario film)
- Sahim Omar Kalifa et Jean-Claude Van Rijckeghem pour Zagros
  - Gilles Coulier et Tom Dupont pour Cargo
  - Jan Pepermans pour Façades
  - Michaël R. Roskam pour Le Fidèle
  - Bert Scholiers pour Charlie en Hannah gaan uit

### Meilleur acteur de film (Beste acteur film)
- Matthias Schoenaerts pour son rôle dans Le Fidèle
  - Sebastien Dewaele pour son rôle dans Cargo
  - Johan Leysen pour son rôle dans Façades
  - Sam Louwyck pour son rôle dans Cargo
  - Wim Willaert pour son rôle dans Cargo

### Meilleure actrice de film (Beste actrice film)
- Natali Broods pour son rôle dans Façades
  - Evelien Bosmans pour son rôle dans Charlie en Hannah gaan uit
  - Viviane De Muynck pour son rôle dans Vele hemels boven de zevende
  - Adèle Exarchopoulos pour son rôle dans Le Fidèle
  - Halima Ilter pour son rôle dans Zagros

### Meilleure photographie de film (Beste director of photography film)
- Nicolas Karakatsanis pour Le Fidèle
  - Robrecht Heyvaert pour Gangsta (Patser)
  - Ruben Impens pour Zagros
  - Anton Mertens pour Façades
  - David Williamson pour Cargo

### Meilleur production design de film (décors, maquillage et costumes) (Beste production design film (art direction, make-up, kostuum)
- Geert Paredis, Kristin Van Passel et Mariel Hoevenaars pour Le Fidèle
  - Philippe Bertin, Charlotte Goethals, Evalotte Oosterop et Valerie Le Roy pour Cargo
  - Philippe Bertin, Kristin Van Passel et Barbara Bijelic pour Zagros
  - Hubert Pouille, Catherine Marchand et Li Dang-Vu pour Façades
  - Stijn Verhoeven, Dorien Biesmans, Katrien Frenssen et Nina Caspari pour Gangsta (Patser)

### Meilleure musique de film (Beste muziek film)
- Liesa Van der Aa pour Cargo
  - Peter Baert pour Façades
  - Hannes De Meyer pour Gangsta (Patser)
  - Raf Keunen pour Le Fidèle
  - Spinvis pour Vele hemels boven de zevende

### Meilleur montage de film (Beste montage film)
- Alain Dessauvage pour Le Fidèle
  - Adil El Arbi, Bilall Fallah, Kobe Van Steenberghe et Thijs Van Nuffel pour Gangsta (Patser)
  - Tom Denoyette pour Cargo
  - Bert Jacobs pour Façades
  - Philippe Ravoet pour Het tweede gelaat

### Meilleur documentaire (Beste documentaire)
- Rabot de Christina Vandekerckhove
  - Ceres de Janet van den Brand
  - Cornered in Molenbeek de Sahim Omar Kalifa
  - Michel, acteur verliest de woorden de Irma Wijsman et Patrick Minks
  - Taboe de Philippe Geubels

### Meilleur film pour jeunes (Beste jeudgfilm)
- Rosie & Moussa de Dorothée Van Den Berghe
  - Baba Yega: The Movie de Michael Van Ostade
  - Helden Boven Alles de Geerard Van de Walle
  - K3 Love Cruise de Frederik Sonck
  - Zooks de Dimitri Leue

## Palmarès (séries télévisées)

### Meilleure série télévisée (Beste televisieserie)
- Tabula rasa de Kaat Beels en Jonas Govaerts
  - De infiltrant de Joël Vanhoebrouck
  - Gevoel voor tumor de Tom Goris
  - Salamander (saison 2) de Frank Van Mechelen
  - Tytgat Chocolat de Marc Bryssinck et Filip Lenaerts
  - Spitsbroers (saison 2) de Gijs Polspoel et Jeroen Dumoulein

### Meilleure scénario de série télévisée (Beste scenario televisieserie)
- Malin-Sarah Gozin, Veerle Baetens et Christophe Dirickx pour Tabula rasa
  - Bas Adriaensen et Philippe De Schepper pour De infiltrant
  - Marc Bryssinck et Filip Lenaertss pour Tytgat Chocolat
  - Leander Verdievel, Mathias Claeys et Tom Goris pour Gevoel voor tumor
  - Ward Hulselmans pour Salamander (saison 2)
  - Kristof Hoefkens pour Spitsbroers (saison 2)

### Meilleure réalisation de série télévisée (Beste regie televisieserie)
- Kaat Beels et Jonas Govaerts pour Tabula rasa
  - Tom Goris pour Gevoel voor tumor
  - Marc Bryssinck et Filip Lenaertss pour Tytgat Chocolat
  - Joël Vanhoebrouck pour De infiltrant
  - Frank Van Mechelen pour Salamander (saison 2)
  - Gijs Polspoel pour Spitsbroers (saison 2)

### Meilleur acteur de série télévisée (Beste acteur televisieserie)
- Peter Van Den Begin pour son rôle dans Tabula rasa
  - Jeroen Perceval pour son rôle dans Tabula rasa
  - Dirk Roofthooft pour son rôle dans De infiltrant
  - Stijn Van Opstal pour son rôle dans Tabula rasa
  - Geert Van Rampelberg pour son rôle dans De infiltrant
  - Joren Seldeslachts pour son rôle dans Spitsbroers (saison 2)
  - Oscar Willems pour son rôle dans Spitsbroers (saison 2)

### Meilleure actrice de série télévisée (Beste actrice televisieserie)
- Veerle Baetens pour son rôle dans Tabula rasa
  - Natali Broods pour son rôle dans De infiltrant
  - Natali Broods pour son rôle dans Tabula rasa
  - Marthe Schneider pour son rôle dans Gevoel voor tumor
  - Lynn Van Royen pour son rôle dans Tabula rasa

## Prix spéciaux

### Meilleur box-office (Beste box-office)
- F.C. De Kampioenen 3: Forever de Jan Verheyen

### Prix du public (Telenet publieksprijs)
- Gangsta (Patser) d'Adil El Arbi et Bilall Fallah

### Mérite international de l'année (Internationale verdienste van het jaar)
- Jakob Verbruggen, réalisateur de la série américaine L'Aliéniste (nommée aux Emmy awards) et de la saison finale de la série américaine House of Cards

## Statistiques (films)

### Nominations multiples
10 : Cargo
9 : Façades - Le Fidèle
7 : Gangsta (Patser)
6 : Zagros
2 : Charlie en Hannah gaan uit - Vele hemels boven de zevende

### Récompenses multiples
6 : Le Fidèle
2 : Zagros

## Statistiques (séries télévisées)

### Nominations multiples
9 : Tabula rasa - Le Fidèle
5 : Spitsbroers (saison 2)
6 : De infiltrant
4 : Gevoel voor tumor
3 : Salamander (saison 2) - Tytgat Chocolat

### Récompenses multiples
5 : Tabula rasa